# Rensvik
Rensvik is een plaats in de Noorse gemeente Kristiansund, gelegen op het eiland Frei, provincie Møre og Romsdal. Rensvik telt 2131 inwoners (2007) en heeft een oppervlakte van 1,8 km².